# Seda (personaje ficticio)
Seda es un personaje esencial en la trama de las crónicas de Belgarath y Mallorea.
Es un hombre drasniano, cuyo nombre de las estrellas es el Ladrón o el Guía. Es un comerciante, asesino, estafador y ladrón de primera y el espía más famoso de todos.
Siendo noble de cuna, es llamado en su reino natal príncipe Kheldar. Está emparentado con el rey Rhodar y la reina Porenn, de Drasnia y la reina Tamazin, de Cthol Murgos.
Este drasniano fue en su tiempo el alumno más aventajado de La Academia.
Al entrar en el servicio de inteligencia drasniano, se fue de Drasnia por su odio a la nieve.
Por el mundo se hace llamar Amber de Kotu o Radek de Boktor, ambas identidades tan verdaderas como las otras dos, lo que le causa la pérdida de identidad.
Conoció a Garion en un bosque cerca de la Hacienda de Faldor, junto con Barak.
Desde entonces, acompañó al grupo encargándose de la parte comercial y sobornar a los soldados fronterizos.
También le enseñó el idioma secreto con los dedos a Garion, cosa que le salvaría de muchos apuros 
También es amigo de Belgarath y se fue con él cuando les dejaron cerca de Nyissa.
Consiguió una buena amistad con Barak, Mandorallen y Hettar, pero odiando a Relg por su todos van a caer en el pecadofanatismo y su capacidad de atravesar las piedras, porque cuando le capturaron Relg le salvó haciéndole atravesar el suelo.
Cuando pasaron por Ulgoland, advirtió su miedo hacia las cuevas o cavernas.
Además, en sus aventuras se fue encontrando con amigos como Yarblek
En Rak Cthol fue quien mató a Brill lanzándolo desde lo alto de la ciudad y fue uno de los que vio morir a Cutchik.
En la celebración del Paso de las Eras, asistió a la coronación de Garion como Señor Supremo del Oeste.
Cuando empezó la guerra contra Torak, él se fue junto a Garion y Belgarath a Cthol Mishrak a matar a Torak.
Pasó por Gar og Nadrak y mandó a Yarblek a hablar con la reina y se hizo pasar por el soñador en la tierra de los morinds.
No hizo nada en particular en la batalla contra Torak.
Al acabar el enfrentamiento, se hizo socio de Yarblek y se convirtieron en los comerciantes más ricos del mundo, incluyendo Mallorea.
Más adelante, participó en la toma de Rhehon y fue convocado al nuevo enfrentamiento entre el Niño de la Luz y el Niño de las Tinieblas.
Fue con ellos hasta Tol-Honeth, donde se enteró de la muerte de una compañera suya, Bethra, por parte de una familia poderosa. Matando a la mayor parte de la familia, tuvieron que huir de la ciudad acompañados por Velvet, una amiga de Seda del servicio de inteligencia drasniano, siendo ayudados por ella al conocer una salida. 
Cuando llegaron a Nyissa, se les unió Sadi, el eunuco y, desde que encontró a su serpiente en el corpiño de Velvet, con el propósito de que no dijera cierta información en su informe, le tiene pánico a las serpientes. También Sadi le intentaría convencer de que le compre y comercie con sus venenos y drogas. 
Más adelante, se correría aventuras amorosas con Velvet, siendo conocidos por todos.
En Cthol Murgos, se descubriría que su padre se enamoró de Tamazin, la reina, y tuvo como hijo a Ugrit, el actual rey de Cthol Murgos, con el que trabaría amistad de inmediato al ver su capacidad de regateo.
En Mallorea, cuando huyó de la ciudad, conoció a Feldegast, un malabarista al que le cayó bien al momento.
Después usaría su influencia como príncipe Kheldar para viajar y conseguir información, además de tener a unos mercenarios a su disposición.
Una anécdota es que cuando llegaron a Melcene, tenía en su poder todas las alubias de Mallorea al no llegar a su socio la orden de parar, lo que hizo que se volviera más rico, pero que reconociera uno de sus botes naufragados en un río por el simple hecho de tener alubias.
Lo que le da miedo son las cavernas, la capacidad de Relg de atravesar la piedra, las serpientes, el robarse a sí mismo y las gachas.
Sus armas más comunes soon las dagas, ya que las tiene distribuidas por su cuerpo: dos en el cinturón, una en la bota y una colgada de la nuca con una tira de cuero.
- Datos: Q6123379